# Basil Ruysdael

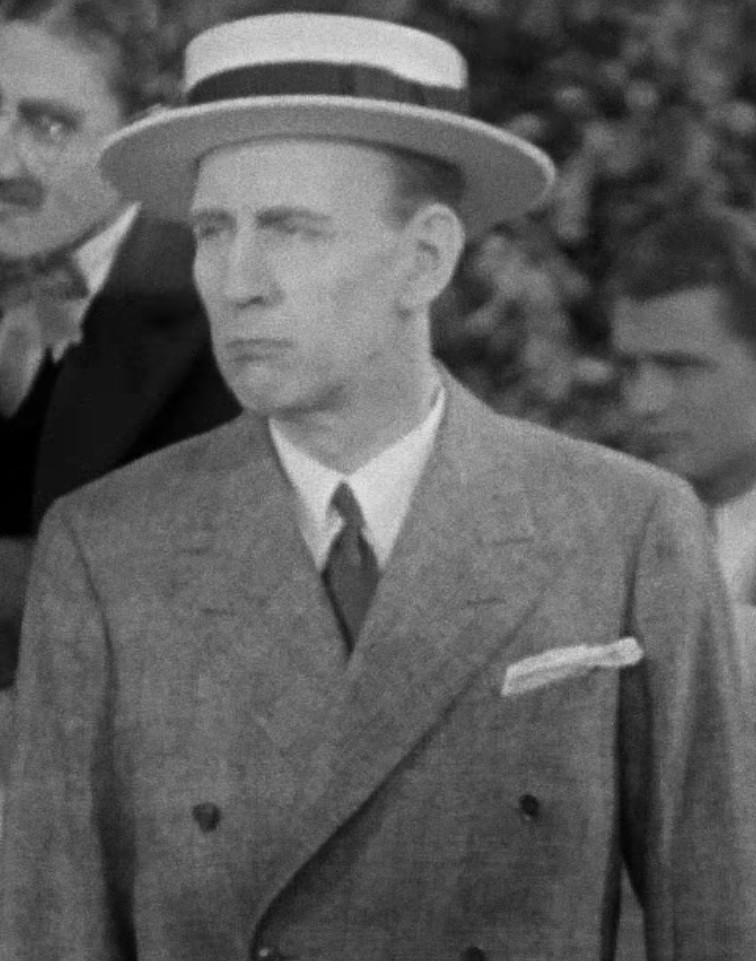
Basil Ruysdael (1929)

Basil Ruysdael (* 24. Juli 1878 in Jersey City, New Jersey; † 10. Oktober 1960 in Hollywood, Kalifornien) war ein US-amerikanischer Opernsänger (Bass), Gesangspädagoge und Schauspieler.

## Leben
Ruysdael war zuerst bei der Savage Opera Company tätig und ging 1907 nach Europa, um sich weiter ausbilden zu lassen. Von 1910 bis 1918 war er an der Metropolitan Opera, wo er vor allem italienische Opernpartien darbot. In der Zeit des Ersten Weltkrieges trat er mit Größen wie Enrico Caruso und Geraldine Farrar auf. Aufnahmen seiner Stimme existieren auf Vox (Berlin 1922). Erst im Jahre 1918 begann Ruysdael seine Karriere als Schauspieler auf der New Yorker Bühne. Im Jahre 1923 übersiedelte er nach Kalifornien, wo er auch als Gesangspädagoge tätig war, zog aber später wieder nach Manhattan. Sein vielleicht bekanntester Schüler war der Opernsänger Lawrence Tibbett.
1929 trat Ruysdael als Polizeiermittler in der Komödie The Cocoanuts an der Seite der Marx Brothers erstmals in einem Hollywood-Film auf. In den folgenden 20 Jahren arbeitete er wieder in Manhattan als Schauspieler an Theaterstücken, Radioproduktionen und gelegentlichen Filmen. Erst 1949 siedelte er nach Hollywood über, wo er in den folgenden elf Jahren bis zu seinem Tod ein vielbeschäftigter Nebendarsteller wurde. Häufig verkörperte er Autoritätsfiguren wie hochrangige Offiziere, Universitätsdekane, Priester, Bischöfe und Richter.
Ruysdael starb im Alter von 82 Jahren nach Komplikationen einer Operation im Krankenhaus in Hollywood. Er wurde im Lawn-Memorial-Park in Omaha beigesetzt.

## Filmografie
- 1929: The Cocoanuts
- 1949: Frauen um Dr. Corday (The Doctor and the Girl)
- 1949: Pinky
- 1949: Horizont in Flammen/Sturm über dem Pazifik (Task Force)
- 1949: …und der Himmel lacht dazu (Come to the Stable)
- 1949: Vogelfrei (Colorado Territory)
- 1950: Der Tiger von Texas (High Lonesome)
- 1950: Der gebrochene Pfeil (Broken Arrow)
- 1950: One Way Street
- 1950: Strafsache Thelma Jordon (The File on Thelma Jordon)
- 1950: There’s a Girl in My Heart
- 1950: Endstation Mord (Gambling House)
- 1951: People Will Talk
- 1951: Half Angel
- 1951: My Forbidden Past
- 1951: Überfall am Raton-Paß (Raton Pass)
- 1951: The Scarf
- 1951: Endstation Mord (Gambling House)
- 1952: Carrie
- 1952: Tommy macht das Rennen (Boots Malone)
- 1954: Hotel Schanghai (The Shanghai Story)
- 1954: Prinz Eisenherz (Prince Valiant)
- 1955: Davy Crockett, König der Trapper (Davy Crockett, King of the Wild Frontier)
- 1955: Piratenblut/Piratenbraut (Pearl of the South Pacific)
- 1955: Die Saat der Gewalt (Blackboard Jungle)
- 1955: Rauhe Gesellen (The Violent Men)
- 1956: Das Herz eines Millionärs (These Wilder Years)
- 1956: Der Mann ohne Furcht (Jubal)
- 1956: Diane – Kurtisane von Frankreich (Diane)
- 1958: Das letzte Hurra (The Last Hurrah)
- 1959: Der letzte Befehl (The Horse Soldiers)
- 1960: Das Buch Ruth (The Story of Ruth)
- 1961: 101 Dalmatiner (One Hundred and One Dalmatians)